# Цимаза
Цимазата е ензимен комплекс от 13 отделни специфични ензима. Цимазата катализира гликолизата, ферментацията на захар до етанол и въглероден диоксид. В процеса на превръщане реакцията се забавя постепенно. Този процес обикновено се наблюдава в мая (за повече информция виж алкохолдехидрогеназа).
За пръв път ензимният комплекс цимаза е изолиран от клетки на дрожди през 1907 г. от германския химик Едуард Бухнер, който успява да доведе до ферментация захар в отсъствие на живи клетки. За това откритие получава Нобелова награда за химия.